# Stalingrad (stacja metra)
Stalingrad – stacja linii 2, 5 i 7 metra w Paryżu, położona na granicy 10. i 19. dzielnicy.

## Stacja
Początkowo stacje linii 2 i 7 stanowiły oddzielne stacje pod nazwami Aubervilliers (linia 2) i Boulevard de la Villette (linia 7). 6 października 1942 r. połączono je w jedną o nazwie Aubervilliers – Boulevard de la Villette.
7 lipca 1945 r. plac nad stacją otrzymał nazwę Place de Stalingrad (z fr. plac Stalingradzki), na cześć zwycięstwa Armii Czerwonej nad armią III Rzeszy w bitwie pod Stalingradem. 10 lutego 1946 nazwę Stalingrad otrzymała stacja metra. Miasto Stalingrad, nazwane na cześć Józefa Stalina, zostało później przemianowane na Wołgograd, jednak nazwa placu i stacji, nie zostały zmienione, ponieważ odwołują się do historycznej nazwy miasta, a nie do Józefa Stalina. W 1993 roku nazwę placu doprecyzowano, zmieniając ją na Place de la Bataille-de-Stalingrad (z fr. plac Bitwy Stalingradzkiej).

## Przesiadki
Stacja umożliwia przesiadki na autobusy dzienne RATP i TRA oraz nocne Noctilien.

## Otoczenie
- rotunda La Villette
- sztuczny zbiornik wodny Bassin de la Villette
- Kanał Saint Martin

## Galeria

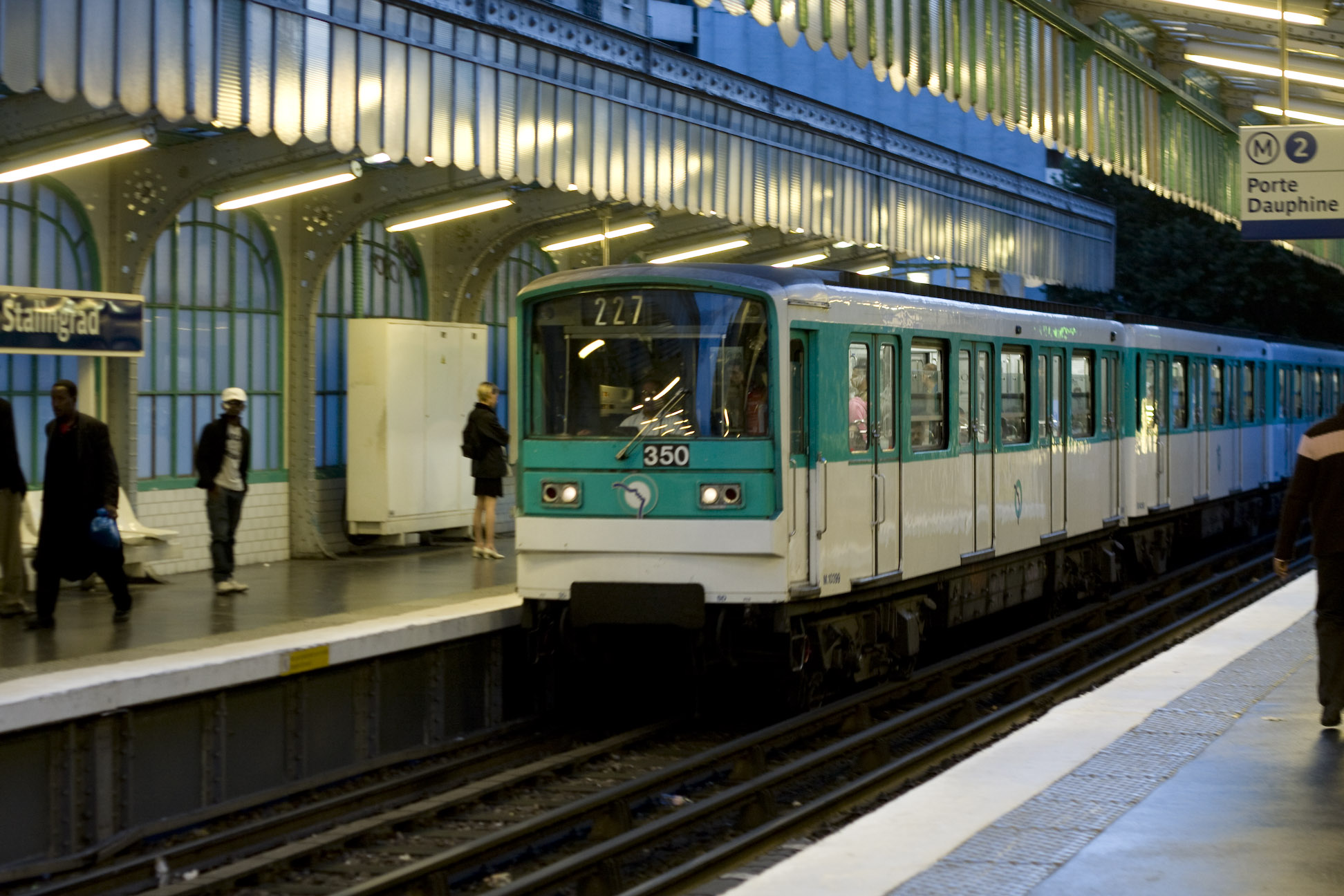
Skład typu MF 67 na stacji linii 2
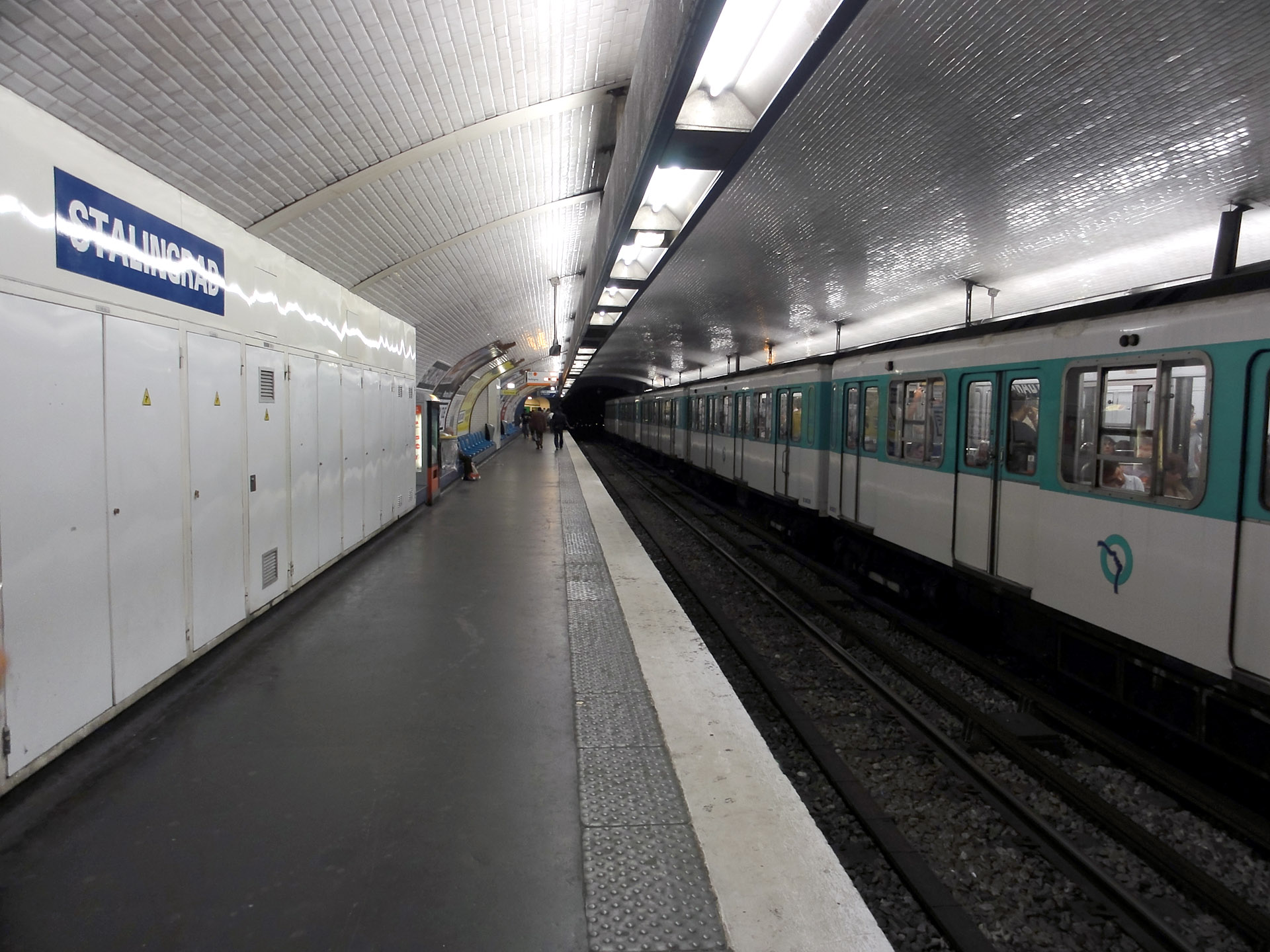
Stacja linii 5
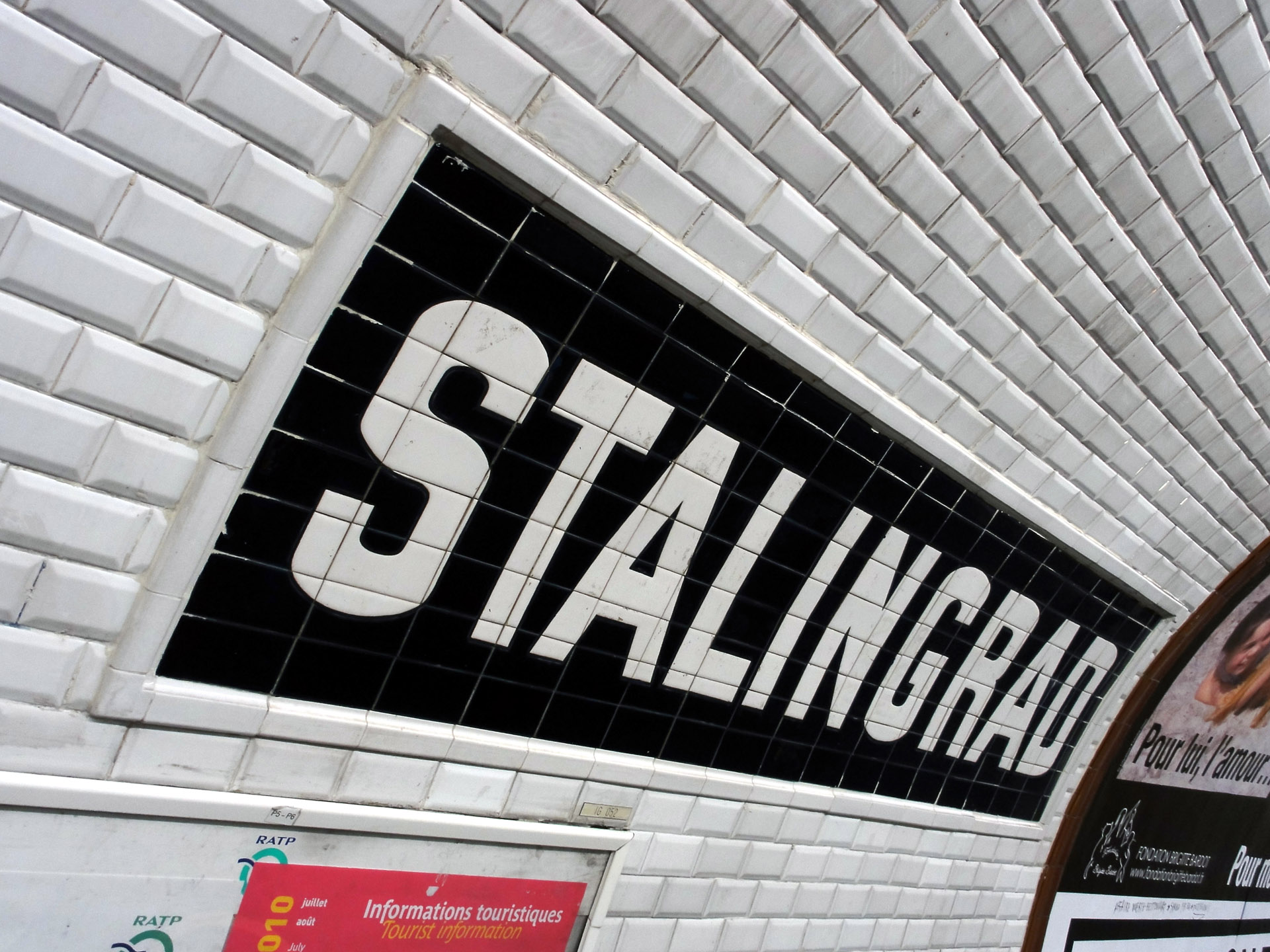
Nazwa stacji na peronie linii 5
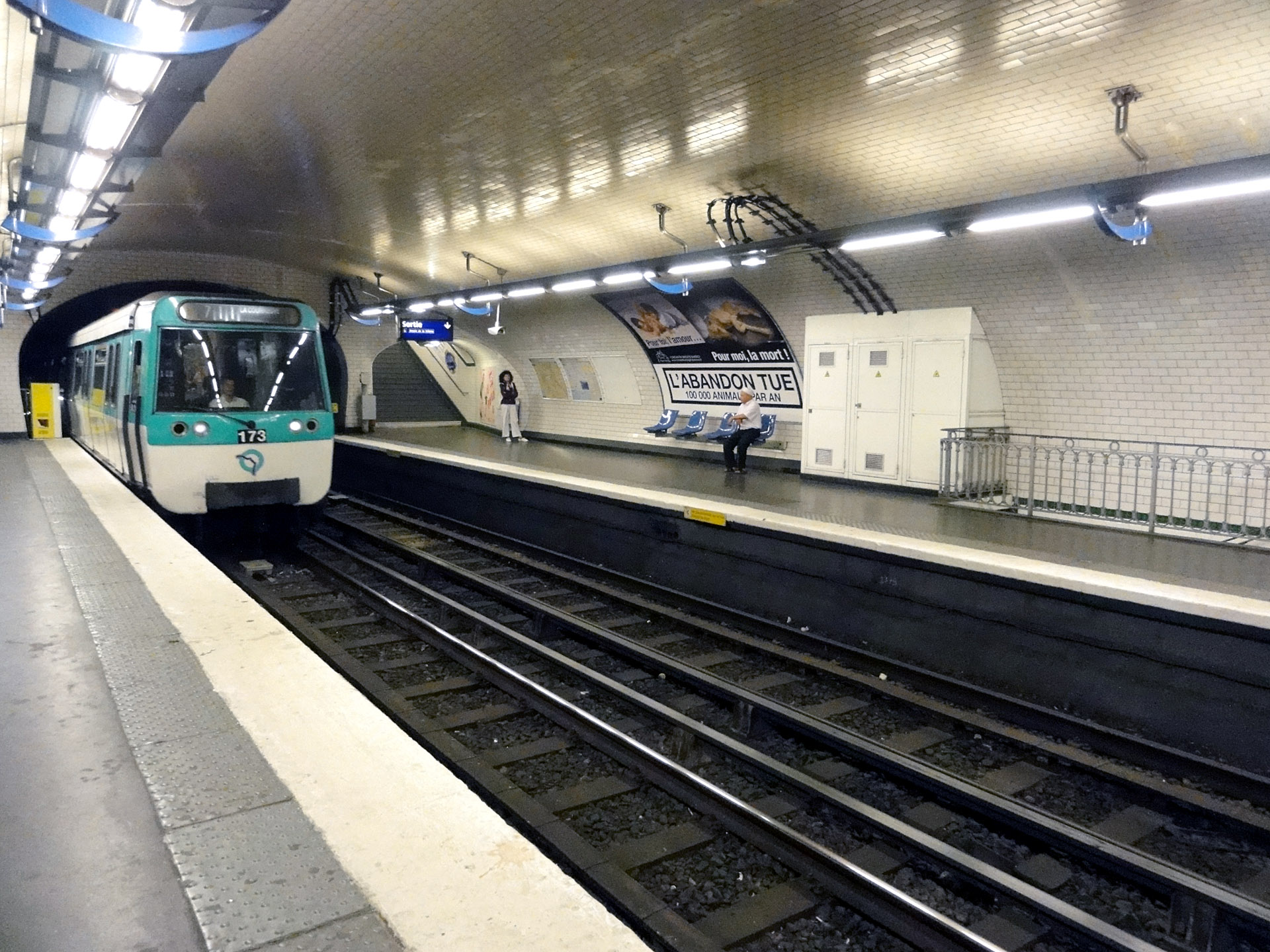
Stacja linii 7